# Campionatul Mondial de Semimaraton din 1993
A doua ediție a Campionatului Mondial de Semimaraton s-a desfășurat pe 3 octombrie 1993 la Bruxelles, Belgia. Au participat 254 de sportivi din 49 de țări.

## Rezultate

### Masculin
| Loc   | Sportiv              | Timp    |
| ----- | -------------------- | ------- |
| 1     | Vincent Rousseau     | 1:01:06 |
| 2     | Steve Moneghetti     | 1:01:10 |
| 3     | Carl Thackery        | 1:01:13 |
| 4     | Lameck Aguta         | 1:01:15 |
| 5     | Valdenor dos Santos  | 1:01:17 |
| 6     | Antonio Silio        | 1:01:35 |
| 7     | John Andrews         | 1:01:37 |
| 8     | Adam Motlagale       | 1:01:42 |
| 9     | Rainer Wachenbrunner | 1:02:00 |
| 10    | Jan Ikov             | 1:02:02 |
| [...] |                      |         |
| 87    | Nicolae Negru        | 1:05:22 |

| Loc | Țară                                                                 | Timp                            |
| --- | -------------------------------------------------------------------- | ------------------------------- |
|     | Kenya Lameck Aguta (4) Thomas Osano (13) Joseph Cheromei (16)        | 3:05:40 1:01:15 1:02:10 1:02:15 |
|     | Australia Steve Moneghetti (2) John Andrews (7) Patrick Carroll (35) | 3:05:43 1:01:10 1:01:37 1:02:56 |
|     | Regatul Unit Carl Thackery (3) Mark Flint (15) Dave Lewis (27)       | 3:06:10 1:01:13 1:02:13 1:02:44 |

### Feminin
| Loc | Sportivă           | Timp    |
| --- | ------------------ | ------- |
| 1   | Conceição Ferreira | 1:10:07 |
| 2   | Mari Tanigawa      | 1:10:09 |
| 3   | Tegla Loroupe      | 1:10:12 |
| 4   | Miyoko Takahashi   | 1:10:15 |
| 5   | Elena Murgoci      | 1:10:17 |
| 6   | Anuța Cătună       | 1:10:39 |
| 7   | Iulia Negură       | 1:11:22 |
| 8   | Albertina Machado  | 1:11:39 |
| 9   | Adriana Barbu      | 1:11:52 |
| 10  | Akari Takemoto     | 1:11:58 |

| Loc | Țară                                                                       | Timp                            |
| --- | -------------------------------------------------------------------------- | ------------------------------- |
|     | România · Elena Murgoci (5) · Anuța Cătună (6) · Iulia Negură (7)          | 3:32:18 1:10:17 1:10:39 1:11:22 |
|     | Japonia Mari Tanigawa (2 Miyoko Asahina (4) Akari Takemoto (10)            | 3:32:22 1:10:09 1:10:15 1:11:58 |
|     | Portugalia Conceição Ferreira (1) Albertina Machado (8) Rosa Oliveira (15) | 3:34:12 1:10:07 1:11:39 1:12:26 |

### Juniori
| Loc | Sportiv            | Timp    |
| --- | ------------------ | ------- |
| 1   | Meck Mothuli       | 1:02:11 |
| 2   | Beruke Bekele      | 1:03:32 |
| 3   | Isaac Radebe       | 1:03:35 |
| 4   | Frank Pooe         | 1:04:00 |
| 5   | Tegenu Abebe       | 1:04:19 |
| 6   | Aleksei Sobolev    | 1:05:12 |
| 7   | Giovanni Ruggiero  | 1:05:21 |
| 8   | Rosario Daidoni    | 1:05:35 |
| 9   | Yifru Fekada Yifru | 1:05:43 |
| 10  | Valeri Kuzman      | 1:06:12 |

| Loc | Țară                                                                     | Puncte                          |
| --- | ------------------------------------------------------------------------ | ------------------------------- |
|     | Africa de Sud Meck Mothuli (1) Isaac Radebe (3) Frank Pooe (4)           | 3:09:46 1:02:11 1:03:35 1:04:00 |
|     | Etiopia Biruk Bekele (2) Tegenu Abebe (5) Yifru Fekadu Yifru (9)         | 3:13:34 1:03:32 1:04:19 1:05:43 |
|     | Italia Giovanni Ruggiero (7) Rosario Daidone (8) Ottaviano Andriani (11) | 3:17:12 1:05:21 1:05:35 1:06:16 |

## Clasament pe medalii
| Loc   | Țară          | Aur | Argint | Bronz | Total |
| ----- | ------------- | --- | ------ | ----- | ----- |
| 1     | Africa de Sud | 2   | 0      | 1     | 3     |
| 2     | Kenya         | 1   | 0      | 1     | 2     |
| 2     | Portugalia    | 1   | 0      | 1     | 2     |
| 4     | Belgia        | 1   | 0      | 0     | 1     |
| 4     | România       | 1   | 0      | 0     | 1     |
| 6     | Australia     | 0   | 2      | 0     | 2     |
| 6     | Etiopia       | 0   | 2      | 0     | 2     |
| 6     | Japonia       | 0   | 2      | 0     | 2     |
| 9     | Regatul Unit  | 0   | 0      | 2     | 2     |
| 10    | Italia        | 0   | 0      | 1     | 1     |
| Total | Total         | 6   | 6      | 6     | 18    |